# 8 Heures de Suzuka 2024
Navigation
Édition précédente Édition suivante
Les 8 Heures de Suzuka 2024 est la 45e édition des 8 Heures de Suzuka qui compte pour le Championnat du monde d'endurance moto 2024 organisé par la FIM. L'épreuve se déroule du 19 au 21 juillet 2024. L'écurie du Team HRC et de Japan Post remporte la course avec leurs Honda CBR1000RR-R SP. Les pilotes vainqueurs sont le Japonais Takumi Takahashi, le français Johann Zarco et le nippon Teppei Nagoe. A l'issue de la course, Takumi Takahashi devient le recordman de la catégorie en décrochant un sixième titre. Cette édition marque la trentième victoire de Honda dans cette épreuve.

## Programme
Les heures données sont basées sur les horaires français et disponibles en ligne.

### Vendredi
01h30-03h30 : Essais libres
05h05-06h35 : Première qualification
08h30-10h00 : Seconde qualification
11h30-12h30 : Essais libres nocturnes

### Samedi
07h15-08h00 : Essais Libres

### Dimanche
01h30-02h15 : Warm-Up
04h30 : Départ des 8 Heures de Suzuka
12h30 : Arrivée des 8 Heures de Suzuka

## Course
| Pos. | N°  | Pilotes                                                 | Ecuries                                                    | Moto     | Tours | Catégorie | Points |
| ---- | --- | ------------------------------------------------------- | ---------------------------------------------------------- | -------- | ----- | --------- | ------ |
| 1    | 30  | Takumi Takahashi (6) Johann Zarco Teppei Nagoe          | Team HRC with Japan Post                                   | HONDA    | 220   | EWC       | 30     |
| 2    | 1   | Niccolò Canepa Marvin Fritz Karel Hanika                | YART - YAMAHA                                              | YAMAHA   | 220   | EWC       | 24     |
| 3    | 12  | Atsumi Cocoro Albert Arenas Dan Linfoot                 | Yoshimura SERT Motul                                       | SUZUKI   | 219   | EWC       | 21     |
| 4    | 2   | Ryo Mizuno Josh Waters Hafizh Syahrin Abdullah          | DUCATI Team KAGAYAMA                                       | DUCATI   | 219   | EWC       | 19     |
| 5    | 37  | Markus Reiterberger Sylvain Guintoli Illya Mykhalchyk   | BMW MOTORRAD WORLD ENDURANCE TEAM                          | BMW      | 218   | EWC       | 17     |
| 6    | 71  | Kazuki Ito Daijiro Hiura                                | Honda Dream RT SAKURAI HONDA                               | HONDA    | 218   | EWC       | 15     |
| 7    | 104 | Ryuichi Kiyonari Kazuki Watanabe Ikuhiro Enokido        | TOHO Racing                                                | HONDA    | 218   | EWC       | 14     |
| 8    | 0   | Etienne Masson Sodo Hamahara Hideyuki Ogata             | Team SUZUKI CN CHALLENGE                                   | SUZUKI   | 216   | EXP       | 0      |
| 9    | 73  | Yuki Kunii Naomichi Uramoto Mario Aji                   | SDG Team HARC-PRO. Honda                                   | HONDA    | 216   | EWC       | 13     |
| 10   | 99  | Randy De Puniet Jeremy Guarnoni Florian Marino          | KM 99                                                      | YAMAHA   | 215   | EWC       | 12     |
| 11   | 17  | Kohta Nozane Taiga Hada Kosuke Sakumoto                 | Astemo Honda Dream SI Racing                               | HONDA    | 215   | EWC       | 11     |
| 12   | 50  | Yuta Kodama Riku Sugawara Max Stauffer                  | Team KODAMA                                                | YAMAHA   | 215   | EWC       | 10     |
| 13   | 6   | Taro Sekiguchi Kyosuke Okuda Ben Young                  | Team TARO PLUSONE with SDG                                 | BMW      | 214   | EWC       | 9      |
| 14   | 40  | Satoru Iwata Koki Suzuki Yuta Okaya                     | TeamATJ with docomo business                               | HONDA    | 213   | EWC       | 8      |
| 15   | 4   | Hugo Clere Randy Krummenacher Corentin Perolari         | TATI TEAM BERINGER RACING                                  | HONDA    | 213   | EWC       | 7      |
| 16   | 3   | Akira Yanagawa Yuto Sano Katsuto Sano                   | KRP SANYOUKOUGYO&RS-ITOH                                   | KAWASAKI | 213   | EWC       | 6      |
| 17   | 95  | Tomoya Hoshino Yoshida Ainosuke Hannes Soomer           | TONE RT SYNCEDGE 4413 BMW                                  | BMW      | 212   | EWC       | 5      |
| 18   | 25  | Yudai Kamei Hikari Okubo Roberto Rolfo                  | Team Étoile                                                | BMW      | 211   | SST       | 30     |
| 19   | 13  | Shinya Mikami Keito Abe Sho Nishimura                   | Taira Promote Racing                                       | YAMAHA   | 211   | SST       | 24     |
| 20   | 76  | Takuya Tsuda Barry Baltus Anthony West                  | AutoRace Ube Racing Team                                   | SUZUKI   | 211   | SST       | 21     |
| 21   | 20  | Yuki Sugiyama Takumi Hane Motoharu Ito                  | Honda Suzuka Racing Team                                   | HONDA    | 210   | EWC       | 4      |
| 22   | 78  | Hiromasa Okada Shudai Hasegawa Muhammad Azman Helmi     | Honda Blue Helmets MSC Kumamoto & Asaka                    | HONDA    | 210   | EWC       | 3      |
| 23   | 112 | Keiichi Honda Naoki Takahashi                           | Honda Soyukai Tochigi Racing & Kohyohkai Dream Racing Team | HONDA    | 210   | EWC       | 2      |
| 24   | 42  | Isami Higashimura Shuichiro Nakamura Tatsuya Nakamura   | SHINSYUREN With TOTEC                                      | BMW      | 209   | EWC       | 1      |
| 25   | 31  | Yoshiyuki Sugai Yasuhiro Matsukawa Kai Aota             | TEAM SUGAI MOTO BUM RACING JAPAN                           | HONDA    | 208   | EWC       | 0      |
| 26   | 75  | Mitsuhiro Yoshida Kazuhiro Kojima Syuu Yamato           | Honda Hamamatsu ESCARGOT & Kumamoto Racing                 | HONDA    | 207   | SST       | 19     |
| 27   | 15  | Akiyoshi Endo Kyohei Takai Takeshi Miyakoshi            | IRF with AZURLANE                                          | YAMAHA   | 206   | EWC       | 0      |
| 28   | 89  | Ryosuke Katahira Hikaru Yoshihiro Yutaka Nakamura       | CLUB NEXT&HONDA DREAM TAKASAKI                             | HONDA    | 205   | EWC       | 0      |
| 29   | 55  | Sebastien Suchet Valentin Suchet Guillaume Raymond      | NATIONAL MOTOS HONDA FMA                                   | HONDA    | 204   | SST       | 17     |
| 30   | 38  | Seiichiro Morimoto Yoshiaki Nojima Junpei Takatani      | Team38                                                     | KAWASAKI | 201   | SST       | 15     |
| 31   | 57  | Masaki Adachi Shunichi Hanamura Tsunekazu Nakai         | NICHIRIN RACING NOI:Z                                      | YAMAHA   | 201   | SST       | 14     |
| 32   | 29  | Keita Iwatani Eisuke Samura Toshiharu Oosuka            | DOG HOUSE&TRIPOINT FUCHS Silkolene                         | SUZUKI   | 200   | EWC       | 0      |
| 33   | 5   | Joshua Hook Mike Di Meglio Alan Techer                  | F.C.C. TSR Honda France                                    | HONDA    | 198   | EWC       | 0      |
| 34   | 64  | Ryosuke Iwato Gun Mie Mika Perez                        | Kawasaki Plaza Racing Team                                 | KAWASAKI | 189   | SST       | 13     |
| 35   | 46  | Tsuna Nishinaka Atsushi Kawaguchi Jun Kikuchi           | MOTORCYCLES#27 EJ YIC                                      | HONDA    | 189   | SST       | 12     |
| 36   | 411 | Masahiko Arakawa Shigenori Sakurayama Hisayuki Kato     | MATSUNAGA KDC & YSP NAGOYA KITA with RPT NAGANO            | YAMAHA   | 182   | EWC       | 0      |
| 37   | 503 | Yuki Masuda Takashi Maekawa Hinata Nakajima             | Edwin Gesundheit Racing                                    | HONDA    | 159   | SST       | 11     |
| NC   | 90  | Yuichi Fujii Hisahi Chinushi Kyota Fukuyama             | SANTOKU DENKOU&TATEAKI MOTORS FK works                     | YAMAHA   | 155   | EWC       | 0      |
| NC   | 11  | Gregory Leblanc Christian Gamarino Roman Ramos          | Kawasaki Webike Trickstar                                  | KAWASAKI | 123   | EWC       | 0      |
| Abd. | 96  | Azlan Shah Kamaruzaman Kevin Manfredi Chris Leesch      | TEAM FRONTIER                                              | BMW      | 64    | EWC       |        |
| Abd. | 777 | Gino Rea Isaac Viñales Artur Wielebski                  | WÓJCIK RACING TEAM 777                                     | HONDA    | 46    | SST       |        |
| Abd. | 65  | Daniel Rubin Dominik Vincon Marco Fetz                  | Motobox Kremer Racing #65                                  | YAMAHA   | 15    | EWC       |        |
| Abd. | 88  | Zaqhwan Zaidi Andi Farid Izdihar Nakarin Atiratphuvapat | Honda Asia-Dream Racing with Astemo                        | HONDA    | 7     | EWC       |        |
| DSQ  | 806 | Shota Ite Yuta Date Yosuke Nakayama                     | NCXX RACING with RIDERS CLUB                               | YAMAHA   | 200   | SST       |        |
| DSQ  | 23  | Masahiro Shinjo Ruka Wada Matteo Baiocco                | Team TATARA aprilia                                        | Aprilia  | 154   | SST       |        |
| DSQ  | 52  | Koji Teramoto Takeru Murase Takeshi Ishizuka            | Teramoto@J-TRIP Racing                                     | SUZUKI   | 149   | SST       |        |